# Famiglia al-Azm

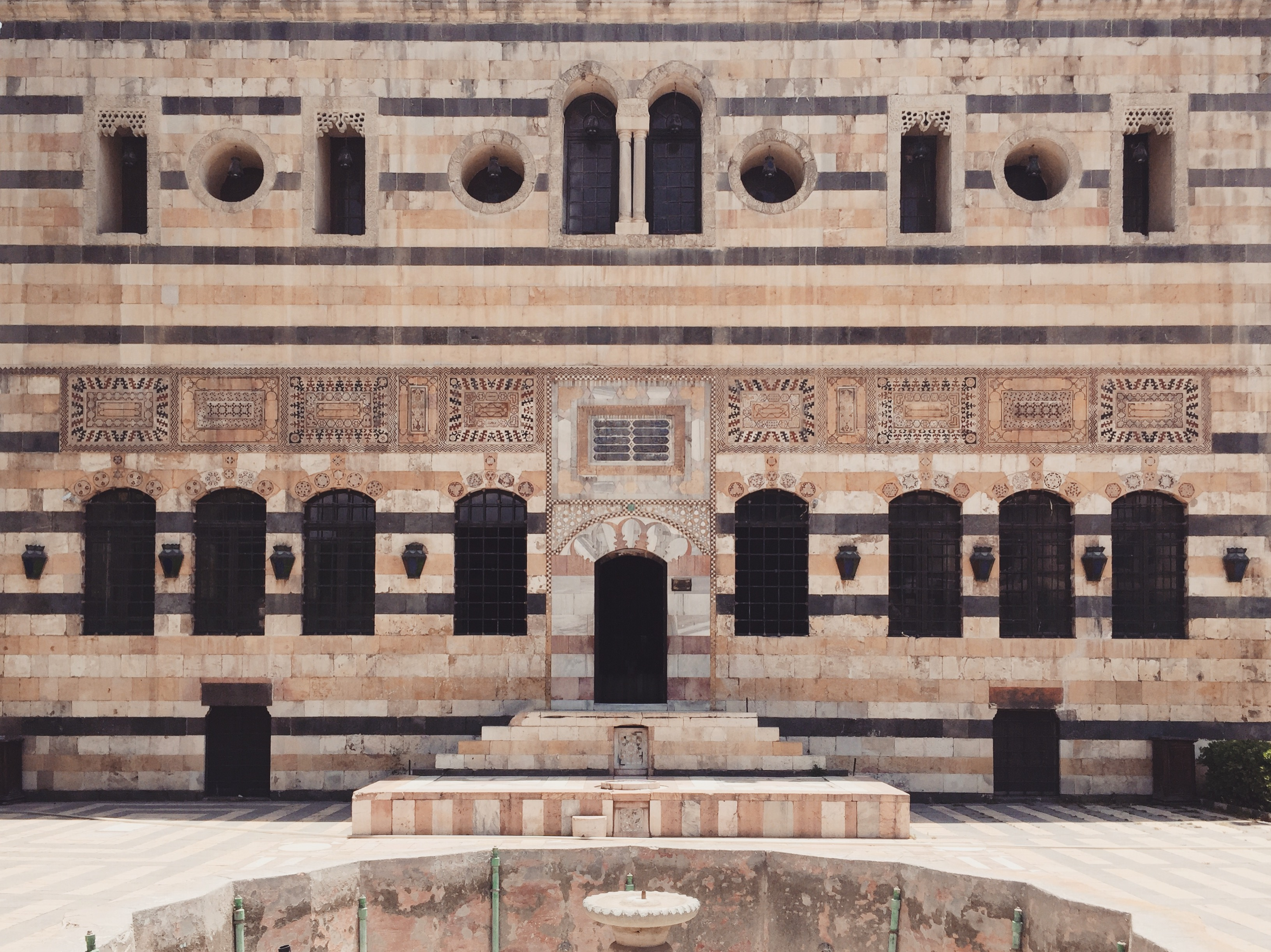
Il Palazzo al-Azm di Damasco

La famiglia al-ʿAẓm, (in arabo  آل العظم‎?, Āl al-ʿAẓm) fu una delle principali famiglie di governatori della Siria ottomana.
As'ad Pascià al-Azm fece costruire un grande khān (caravanserraglio) e due palazzi: il Palazzo Azm di Damasco ed il Palazzo al-Azm di Hama.

## Governatori
- Ismail Pascià al-Azm, governatore di Hama, Homs, Tripoli e Damasco
- Sulayman Pascià al-Azm, governatore di Tripoli, Sidone e Damasco
- As'ad Pascià al-Azm, governatore di Hama e Damasco
- Sa'd ad-Din Pascià al-Azm, governatore di Aleppo
- Muhammad Pascià al-Azm, governatore di Sidone e Damascus
- Abd Allah Pascià al-Azm, governatore di Damasco
- Sadiq al-Muayyad Pascià al-Azm, governatore di Jeddah